# Vilija Salienė
Vilija Salienė (* 1959) ist eine litauische Professorin, Lituanistin.

## Leben
Nach dem Abitur an der Mittelschule absolvierte sie das Diplomstudium der litauischen Sprache und Literatur am Vilniaus pedagoginis institutas in Vilnius. Danach promovierte sie in Edukologie und habilitierte. Sie arbeitete an der Mittelschule Vilnius, am Institut für wissenschaftliche Forschung der Pädagogik (jetzt UPC), an der Staatlichen Kommission der litauischen Sprache. Sie lehrt als Professorin und ist Studien-Prorektorin an der Litauischen Universität für Edukologie.
Salienė ist verheiratet.
Salienė spricht englisch und russisch.